# Émilie Gavois-Kahn
Pour les articles homonymes, voir Kahn.
Émilie Gavois-Kahn est une actrice française, née le 6 novembre 1978 dans le 18e arrondissement de Paris.

## Biographie
Après un cursus à l'École du théâtre national de Chaillot et au studio-théâtre d'Asnières, elle se forme au Conservatoire national supérieur d'art dramatique de Paris.
Elle est la fille de l'acteur Gilles Gavois (d) et de l'actrice Micheline Kahn.

## Filmographie

### Cinéma
- 2003 : Swimming Pool de François Ozon : serveuse au café
- 2006 : Les Ambitieux de Catherine Corsini : Lucile
- 2009 : Coco avant Chanel d'Anne Fontaine : couturière remplaçante
- 2010 : Les Nuits de Sister Welsh de Jean-Claude Janer : Brenda
- 2011 : Tous les soleils de Philippe Claudel : la factrice
- 2011 : Mon pire cauchemar d'Anne Fontaine : Sylvie dite Karen
- 2012 : Mince alors ! de Charlotte de Turckheim : Nathalie
- 2013 : Les Reines du ring de Jean-Marc Rudnicki : Evelyne
- 2014 : Prêt à tout de Nicolas Cuche : l’infirmière du père de Max
- 2014 : Elle l'adore de Jeanne Herry : une joueuse de poker
- 2015 : Qui c'est les plus forts ? de Charlotte de Turckheim : l'agent d'accueil Pôle Emploi
- 2015 : Un début prometteur d'Emma Luchini : la pharmacienne
- 2015 : Le Dernier voyage de l'énigmatique Paul WR de Romain Quirot : la caissière
- 2016 : Arès de Jean-Patrick Bènes : Carla
- 2016 : Ils sont partout d'Yvan Attal : la femme du rabbin
- 2016 : Les Derniers Parisiens d'Hamé Bourokba et Ekoué Labitey : l'avocate de Nas
- 2017 : Les Grands Esprits d'Olivier Ayache-Vidal : la femme de ménage
- 2017 : Money de Géla Babluani
- 2018 : Amin de Philippe Faucon : la directrice du foyer
- 2018 : Pupille de Jeanne Herry : la puéricultrice
- 2020 : Parents d'élèves de Noémie Saglio : Fabienne Baron
- 2020 : Le Dernier voyage de Romain Quirot : Simone
- 2021 : Tokyo Shaking d'Olivier Peyon : Béatrice
- 2023 : Apaches de Romain Quirot : Berthe
- 2023 : Un petit miracle de Sophie Boudre : Noémie
- 2024 : Les Barbares de Julie Delpy : Marylin Legall
- 2025 : Fils de de Carlos Abascal Peiró : Francine Bonenfant
- 2025 : La Bonne Étoile de Pascal Elbé

#### Courts métrages
- 2001 : Tete brûlée de Vincent Lebrun
- 2009 : Alpha de Sanford McCoy : la première cliente
- 2013 : Avant que de tout perdre de Xavier Legrand : voix de Sylvie
- 2013 : Ogres niais de Bernard Blancan : Madame Gentille
- 2018 : Jupiter ! de Carlos Abascal Peiro : Francine Bonenfant
- 2020 : Opération Finot de Carlos Abascal Peiro : Félicité Bonenfant

### Télévision

#### Télefilms
- 2003 : Les Beaux jours de Jean-Pierre Sinapi : Marinette
- 2004 : A cran, deux ans après d'Alain Tasma : la fliquette au braquage
- 2005 : Colomba de Laurent Jaoui : Margot
- 2006 : Le Porte-bonheur de Laurent Dussaux : sage-femme
- 2008 : Clémentine de Denys Granier-Deferre : la première femme à la rafle
- 2008 : De sang et d'encre de Charlotte Brändström : Corinne dite Coco
- 2009 : Pour ma fille de Claire de La Rochefoucauld : Malou
- 2010 : Vidocq : Le Masque et la Plume d'Alain Choquart : sœur Marion
- 2017 : Je voulais juste rentrer chez moi d'Yves Rénier : Patricia Verstraete
- 2018 : 1918-1939 : Les Rêves brisés de l'entre-deux-guerres de Jan Peter et Frédéric Goupil : Doriane Jamet (documentaire)
- 2019 : Puzzle de Laurence Katrian : Lisa Moreau
- 2024 : Le Jour de ma mort de Jérôme Cornuau : Jannie Del Sarte
- 2024 : Olympe, une femme dans la Révolution de Mathieu Buisson et Julie Gayet : Catherine Mayahe

#### Séries
- 2000 : Les Redoutables : l'auto-stoppeuse (épisode Déviations)
- 2004 : Louis Page d'Alain Schwartzstein : Jennifer (épisode 10 : La vérité à tout prix)
- 2005 : Sauveur Giordano : Sandra Restut (épisode Présumé coupable)
- 2006 : PJ de Christophe Barbier : l'agent de la Befti (saison 10, épisode 2 : Vol à la une)
- 2007 : Sauveur Giordano : standardiste Bellerive (épisode Rendez-moi mon bébé)
- 2008 : Chez Maupassant de Denis Malleval : Rosalie Vatinel (saison 2, épisode 1 : Le Rosier de Madame Husson)
- 2008 : Paris, enquêtes criminelles de Dominique Tabuteau : Judith (saison 3, épisode 4 : La quête)
- 2008 : Hard : femme au hammam (saison 1, épisodes 1 et 5)
- 2010 : Les Bleus, premiers pas dans la police d'Alain Tasma : Anaïs (saison 4, épisode 2 : Une affaire de famille)
- 2010 : Nicolas Le Floch de Nicolas Picard-Dreyfuss : La Duvernoy (saison 3, épisode 1 : La larme de Varsovie)
- 2011 : Famille d'accueil de Pascale Dallet : Docteur Hermel (saison 4, épisode 8 : Pimprenelle)
- 2011 : Hard : Fleur (saison 2, épisodes 1 et 4)
- 2012-2014 : Clem : Lily, amie et collègue de Caroline
- 2014 : Le juge est une femme d'Akim Isker  : Jeanne Mercoeur (saison 19, épisode 4 : XXL)
- 2014 : Fais pas ci, fais pas ça de Michel Leclerc : Mika (saison 7, épisode 3 : La naissance des méduses)
- 2014 : Le Sang de la vigne (épisode Massacre à la Sulfateuse)
- 2015-2021 : Cassandre : la major Sidonie Montferrat (18 épisodes)
- 2017 : Jezabel de Julien Bittner : Lucie (saison 2, épisode 2 : Molosse)
- 2017 : Dix pour cent de Jeanne Herry : la femme de chambre (saison 2, épisode 6 : Juliette)
- 2018 : Profilage de Laure de Butler : Jeanne Rouillet (saison 9, épisode 6 : Les yeux fermés)
- 2018-2020 : Les Bracelets rouges de Nicolas Cuche : Estelle (12 épisodes)
- 2019 : Engrenages : Sabine, la matonne (saison 7, 6 épisodes)
- 2019 : Vernon Subutex de Cathy Verney : Émilie (3 épisodes)
- 2020 : Dérapages de Ziad Doueiri : la juge d'instruction (épisodes 4 et 5)
- 2020 : Le Mensonge de Vincent Garenq : Fabienne
- 2021-2024 : Les Petits Meurtres d'Agatha Christie : commissaire Annie Gréco (saison 3)
- 2022 : Jeux d'influence de Jean-Xavier de Lestrade : Judith Marek (saison 2, 3 épisodes)
- 2023 : Le Code de Bénédicte Delmas : commandante Normand (saison 2, épisode 5 : A charge)

## Théâtre
- 2005 : La Belle et les Bêtes d'Alfredo Arias, mise en scène Alfredo Arias
- 2006 : Un et un Feydeau ! d'après Georges Feydeau, mise en scène Élise Roche
- 2006 : Petits Meurtres en famille, mise en scène François Roux
- 2007 : Célébration d'Harold Pinter, mise en scène Alexandre Zeff
- 2010 : Chat en poche de Georges Feydeau, mise en scène Marion Lécrivain
- 2010 : L'Oiseau vert de Carlo Gozzi, mise en scène Sandrine Anglade